# 長期監禁刑罰覆核委員會
長期監禁刑罰覆核委員會（英語：Long-term Prison Sentences Review Board，縮寫：LTPSRB）是根據《長期監禁刑罰覆核條例》(第524章)成立，前身為長期囚禁覆檢委員會。委員會負責覆核若干類別人士的監禁刑罰，並就應否寬減和縮減刑罰的事宜提交建議。現任主席是彭鍵基博士。 

## 組織
長期監禁刑罰覆核委員會所有成員由行政長官委任。委員會主席和副主席必須為現職或曾任職高等法院原訟法庭的法官，另有9名非官方成員。